# NGC 2577
NGC 2577 је елиптична галаксија у сазвежђу Рак која се налази на NGC листи објеката дубоког неба.
Деклинација објекта је + 22° 33' 13" а ректасцензија 8h 22m 43,4s. Привидна величина (магнитуда) објекта NGC 2577 износи 12,5 а фотографска магнитуда 13,5. Налази се на удаљености од 30,8000 милиона парсека од Сунца. NGC 2577 је још познат и под ознакама UGC 4367, MCG 4-20-42, CGCG 119-74, PGC 23498.